# Josef Marx (Oboist)
Josef Marx (* 9. September 1913 in Berlin; † 21. Dezember 1978 in New York City) war ein US-amerikanischer Oboist und Musikwissenschaftler.

## Leben
Marx kam mit seiner Familie 1927 nach Cincinnati. Er graduierte 1934 an der University of Cincinnati im Fach vergleichende Literaturwissenschaft. Oboe studierte er bei Marcel Dandois am Cincinnati Conservatory of Music und später bei Léon Goossens in London. Seit seiner Studienzeit verband ihn  eine Freundschaft mit dem Komponisten Stefan Wolpe.
Er trat als Solist mit zahlreichen Kammerensembles und Orchestern in Palästina und den USA (u. a. den New Yorker Philharmonikern) und unter der Leitung von Dirigenten wie Antal Doráti, Otto Klemperer, Fritz Busch, Arturo Toscanini, Ionel Perlea, Thomas Beecham, Dimitri Mitropoulos, Fritz Reiner, George Szell, Malcolm Sargent, Bruno Walter, Igor Strawinski, Pierre Boulez und Zubin Mehta auf. Außerdem arbeitete er mit Kammermusikensembles wie den Adolph Chamber Players, dem Bernard Krainis Baroque Ensemble, den Hartt Chamber Players, den Friends of Music in Brattleboro, Vermont (mit Marcel Moyse), der Blue Hill Troupe, der Canterbury Choral Society und seit 1963 mit der Group for Contemporary Music an der Columbia University zusammen. Unter anderem widmeten ihm Edgard Varese, Stefan Wolpe, Elliott Carter, Raoul Pleskow, Charles Wuorinen, Harvey Sollberger, Gunther Schuller, Howard Rovics, Isaac Nemiroff, Donald Martino, Ursula Mamlok, Charles Whittenberg und Warren A. Cytron Werke.
Auf Vorschlag von Alfred Einstein gründete er 1946 den Verlag McGinnis and Marx. Dieser publizierte vorwiegend Blasmusik der Barockzeit und des 20. Jahrhunderts. Hier erschienen Werke zeitgenössischer Komponisten wie Stefan Wolpe, Isaac Nemiroff, Donald Martino, Harvey Sollberger, William Sydeman, Mario Davidovsky, Gunther Schuller, Morton Subotnick, Thomas Briccetti und John Harbison. 1950 gründete er das Josef Marx Baroque Ensemble, mit dem er auch zahlreiche vergessene Werke der Barockzeit ausführte. In dem Ensemble spielte er neben der Oboe auch Oboe d’amore, Englischhorn, Barockoboe und andere Instrumente. Seit 1964 war er Professor für Musikwissenschaft am C. W. Post Campus.

## Quelle
- International Double Reed Society – Josef Marx auf idrs.org
- Josef Marx bei Discogs
- Josef Marx bei AllMusic (englisch)
- Josef Marx bei IMDb

| Personendaten    | Personendaten                                     |
| ---------------- | ------------------------------------------------- |
| NAME             | Marx, Josef                                       |
| KURZBESCHREIBUNG | US-amerikanischer Oboist und Musikwissenschaftler |
| GEBURTSDATUM     | 9. September 1913                                 |
| GEBURTSORT       | Berlin                                            |
| STERBEDATUM      | 21. Dezember 1978                                 |
| STERBEORT        | New York City                                     |